# Anemia rutifolia
Anemia rutifolia là một loài dương xỉ trong họ Anemiaceae. Loài này được Mart. mô tả khoa học đầu tiên năm 1834.